# The Gospel Album
The Gospel Album è il terzo album in studio del cantautore australiano Geoffrey Gurrumul Yunupingu, pubblicato nel 2015.

## Tracce
1. Jesu - 4:22
2. Trinity - 4:31
3. Nhaku Limurr - 4:31
4. The Sweetest Name - 3:51
5. All God’s Children (Yo Djamarrkuli) - 4:24
6. Baptism - 4:36
7. Garray Jesu (My Lord) - 4:26
8. Hallelujah - 4:22
9. Walu (Time) - 3:58
10. Saviour - 2:27
11. Amazing Grace - 3:16
12. Riyala (There Is A River) - 4:24

## Premi
- ARIA Music Awards
  - 2015 - "Best World Music Album"